# バンバン!
『バンバン!』（Bang Bang!）は、2014年のインドのヒンディー語アクションコメディ映画。監督はシッダールト・アーナンド、脚本はアッバス・タイヤワーラー、スジョイ・ゴーシュ、スレーシュ・ナーイルが務めている。2010年のアメリカ映画『ナイト&デイ』のリメイク作品であり、リティク・ローシャン、カトリーナ・カイフが出演している。
2014年10月2日のガンディー生誕記念日に合わせてインドの各劇場、IMAX劇場で公開され、同時にテルグ語吹替版、タミル語吹替版も公開された。『バンバン!』はアクションシーンが高い評価を受け、製作費16億ルピーに対して興行収入33億2000万ルピーを記録して興行的な成功を収めた。

## ストーリー
ヴィレン・ナンダ大佐は、ロンドンに収監されているテロリストのオマール・ザファルをインドに送還するためイギリスを訪れるが、脱獄したザファルによって生きたまま焼き殺されてしまう。脱獄に成功したザファルはコ・イ・ヌールを狙い、盗み出した者に500万ドルの報酬を支払うことを宣言する。その後、コ・イ・ヌールはラージヴィールに盗み出され、ザファルは腹心のハミド・グルをシムラーに派遣し、ラージヴィールからコ・イ・ヌールを受け取るように指示を出すが、ラージヴィールが報酬として2000万ドルを要求したことで、交渉が決裂する。ラージヴィールはグルの部下たちの追跡から逃れるために街中のレストランに駆け込み、そこで銀行員のハルリーンと出会う。彼女は出会い系サイトでデートの約束をしていた「ヴィッキー・カプール」という男を待っていたが、ラージヴィールは「ヴィッキー・カプール」を名乗りハルリーンとデートを始める。2人は互いに惹かれ合うが、途中でグルの部下に見つかったため、ラージヴィールはハルリーンを置いて立ち去ってしまう。ハルリーンは帰路に付くが、途中で負傷したラージヴィールと再会し、彼に頼まれて傷の手当てをする。手当の終わったラージヴィールはハルリーンに薬を飲ませ眠らせ、警察が自分を探すために彼女に接触してくることを伝える。
その後、ハルリーンの元にゾーラーワル・カルラ捜査官とボーラ警部が現れて警察署に連れて行かれるが、パトカーの中でラージヴィールの言葉を思い出し、車内に隠されていた拳銃を取り出す。そこにラージヴィールが現れ、ハルリーンは彼と脱出するが、途中で上司のカラン・サクセーナーと出くわし、ラージヴィールはカランの足を銃で撃ち、彼の車で逃亡する。動揺したハルリーンはラージヴィールと口論になり、彼の元から離れようとするが、自分のことを真剣に守ろうとしていることを知り、彼と行動を共にすることを決意する。ラージヴィールは途中で立ち寄ったピザハットの店内で、ハルリーンにコ・イ・ヌールを盗んだことを明かすが、そこにゾーラーワル率いる警官隊が現れたため、ラージヴィールはハルリーンに麻酔をかけ、彼女を連れて脱出する。逃亡の末、2人はラージヴィールのアジトであるビーチに到着する。しかし、ハルリーンがラージヴィールの携帯電話を使い祖母と連絡を取ったことでRAWとグルに居場所が露見してしまい、2人はRAWの追跡を振り切り、グルの部下を返り討ちにする。
翌日、プラハで目を覚ましたハルリーンは、自分を助けてくれたラージヴィールを認めて、彼を信頼するようになる。2人はカジノでグルと接触し、ラージヴィールは格闘の末にグルを殺害する。一方、ハルリーンはゾーラーワルによってインド大使館に連行され、そこでRAWのナーラーヤナン長官と面会し、追跡装置を渡されてラージヴィールの居場所を知らせるように依頼される。橋の上でハルリーンはラージヴィールと再び口論となり、ラージヴィールは追跡装置を自ら作動させてゾーラーワルたちを呼び寄せ、ハルリーンにコ・イ・ヌールを渡して橋から飛び降りる。RAWから解放されたハルリーンは祖母の家に戻るが、ラージヴィールの言葉から彼の自宅を探し出し、彼の両親パンカジ、シーカーと面会する。会話の中で、ラージヴィールの正体がヴィレン・ナンダ大佐の弟ジャイであることが判明する。ジャイは行方不明になっていたが、父パンカジは彼の生存を信じ、ジャイの帰りを待ち続けていた。
ハルリーンはザファルの部下に誘拐され、彼のアジトに連れ込まれる。彼女はそこで、ゾーラーワルがザファルの協力者だったこと、ラージヴィール（ジャイ）から受け取ったコ・イ・ヌールが偽物だったことを知る。ザファルは本物のコ・イ・ヌールのありかを探すため、ハルリーンに自白剤を投与させるが、彼女はジャイが生きていること、ザファルを殺すためにアジトにやって来ることを告げる。同じころ、アジトに到着したジャイはザファルの部下たちを倒しながら、アジトに時限爆弾を設置していく。アジト内部に侵入してザファルと対峙したジャイは、コ・イ・ヌールの盗難自体がでっち上げで、ザファル逮捕のためにMI6とRAWが仕組んだ作戦であることを明かし、兄ヴィレンを殺された復讐を果たそうとする。時限爆弾が爆発してアジトが崩壊すると、ザファルは部下たちと脱出し、ジャイもハルリーンを連れてザファルを追跡する。ザファルはハルリーンを人質にして水上機で逃亡を図るが、乗り込んできたジャイと機内で格闘戦になり、水上機が墜落する中、ジャイはザファルとゾーラーワルを殺し、ハルリーンを連れて脱出する。ジャイは爆発する水上機から飛び降りたものの、ザファルとの戦いで重傷を負っていたため意識を失ってしまう。病院で目を覚ましたジャイは上官のナーラーヤナンと面会し、彼から新しい任務を与えられ、ハルリーンや両親とは二度と会えないことを告げられる。ナーラーヤナンが立ち去った後、看護師に変装したハルリーンが現れ、ジャイに鎮静剤を投与して病院から彼を連れ出す。脱出後、ジャイは自宅に戻って両親と再会し、両親にハルリーンを引き合わせる。

## キャスト
- ラージヴィール・ナンダ/ジャイ・ナンダ - リティク・ローシャン
- ハルリーン・シャーニ - カトリーナ・カイフ
- パンカジ・ナンダ - カンワルジット・シン（英語版）
- シーカー・ナンダ - ディープティ・ナヴァル（英語版）
- ヴィレン・ナンダ大佐 - ジミー・シェールギル（英語版）
- オマール・ザファル - ダニー・デンゾンパ
- ハミド・グル - ジャーヴェード・ジャフリー（英語版）
- ゾーラーワル・カルラ捜査官 - パワン・マルホートラ
- ナーラーヤナン長官 - ヴィクラム・ゴーカレー（英語版）
- ショエーブ - アンクル・ヴィカール（英語版）

## 製作

### キャスティング
事前の報道ではシッダールト・アーナンドの次回作はシャーヒド・カプールが主演を務める予定とされていたが、彼は『Haider』の撮影が控えていたこと、さらに原作の『ナイト&デイ』で主演を務めたトム・クルーズと比較されることを避けたかったこともあり出演を辞退している。また、ビパシャ・バスーの出演も検討されていたが、彼女も出演を辞退している。その後、アーナンドがリティク・ローシャンの起用を検討していることが報じられ、2012年9月に彼とカトリーナ・カイフの出演が決定した。リティク・ローシャンは『クリッシュ』の撮影終了後に『バンバン!』の撮影に参加することになり、出演料として3億ルピーの支払いを求めたが、これはボリウッド俳優が求めた出演料として過去最高額だった。

### メイクアップ
カトリーナ・カイフのメイクアップはオーストラリア出身のダニエル・バウアーが担当したが、これに対してボリウッドの業界団体であるシネ・コスチューム・メイクアップアーティスト&ヘアドレッサー協会（CCMAA）が反発し、撮影現場での抗議活動を行った。これは、CCMAAが外国人アーティストの起用を禁止しているにもかかわらず、CCMAA未加入のダニエル・バウアーを起用したことが原因であり、最終的にバウアーをCCMAAに加入させることで両者は和解した。

### 撮影
2012年12月に映画のタイトルが「Bang Bang!」であることが発表され、5月1日から撮影が開始した。水上アクションのシーンはタイ王国とギリシャで撮影されている。リティク・ローシャンはアクションシーンの撮影について、「スタントを行うために自分自身を極限まで追い込みました。このシーンに挑むためには精神的・肉体的な粘り強さが必要でした。トレーニングや撮影中に経験した興奮は、この世のものとは思えないものでした。私はこのシーンに挑戦するために、ノンストップでトレーニングを積んだのです」と語っている。また、シッダールト・アーナンドは「陸上でのアクションはコントロールできますが、会場での撮影は潮の満ち引きに左右されてしまいます。リティクは撮影の3日前から毎日5～6時間スタントのトレーニングを積んでいました。水上シーンの撮影には8日間かかりました。もう一つの水上シーンの撮影に際しては、リティクは4日間かけてトレーニングを行いました。彼は最初にスピードボートに引っ張られてジェットスキーを覚えました。その後、時代遅れの飛行機を用意し、経験豊富なパイロットに操縦させることで、速度を自由に調整できるようにしたのです」と語っている。
2013年7月に「Meherbaan」の撮影がサントリーニ島で行われ、アフメド・カーンが振り付けを担当した。プーケット県ではリティク・ローシャンがフライボードを使用して45フィート上昇してから海中に潜り込むシーンが撮影され、リティク・ローシャンはハリウッド・ボリウッドでフライボードを使用した最初の俳優になった。しかし、彼は撮影中に負傷して血栓除去のため手術を受けることになり、P・D・ヒンドゥージャ国立病院・医療研究センターでB・K・ミシュラの手術を受けている。手術終了後、撮影スタッフはリティクの体調を考慮して残りのアクションシーンはボディダブルに任せようとしたが、リティクは拒否して最後まで自分でアクションシーンを撮影している。また、映画全体の40%はカシミールで撮影する予定になっており、グルマルグ、パハルガムでは挿入歌の撮影、ダル湖ではアメリカ人スタッフ40人を動員してアクションシーンを撮影することになっていた。しかし、2月9日にアフザル・グルの死刑が執行され、これに抗議する暴動や自爆テロが活発化したことでキャストが同地での撮影に難色を示したため、3月15日に撮影が中止された。
撮影の遅延により、公開日が2014年5月1日から10月2日に延期された。報道によると、当初の製作費は8億～9億ルピーだったが、撮影遅延などの影響で最終的に13億ルピーに膨れ上がったという。シッダールト・アーナンドは報道について「ふざけた話だ!『バンバン!』は確かに大作ですが、予算は映画の規模に見合ったもので、超過するはずがありません」と反論している。2014年1月から撮影が再開され、シムラー、マナリ、ムンバイ、アブダビ、デリー、プラハで行われた。シムラーでは6週間かけて撮影が行われ、マナリでは橋のシーンが撮影され、同所は公開後に観光名所となり「バンバン・ポイント」と改名された。4月19日にはムンバイのフィルムシティにあるオープンカフェテリアで歌曲シーンの撮影が行われ、この他にアクションシーンを撮影するためにシムラーの街並みを再現した撮影セットが作られ、20日間かけて撮影が行われた。同地での撮影終了後は、アブダビでの撮影が行われた。
5月上旬から始まったアブダビでの撮影はアクションシーンを中心にコーニック、リワ・オアシス、ハイアット・キャピタル・ゲート・ホテル、カスール・アル・サラブ、エミレーツ・パレス、ヤス島で行われた。チェイスシーンの撮影ではフォーミュラ1を含めた120台の自動車が使用され、スタントシーンはアンディ・アームストロングの指導を受けながらリティクが行っている。同国ではTwo Four 54の協力を受けて撮影が進められ、5月20日に撮影が終了した。『バンバン!』はアブダビで撮影及び同国と共同製作した最初のボリウッド映画となった。プラハの湖ではリティクが水上スキーに乗り、飛行艇に引っ張られるシーンが撮影され、彼は撮影のために4日間かけてトレーニングを行っている。7月15日に撮影が終了した。

### 音楽
楽曲の作曲はヴィシャール＝シェーカル、映画音楽の作曲はサリーム＝スレイマンが手掛けており、デジタル・アルバム権はジー・ミュージック・カンパニーが取得している。リリースされた楽曲は視聴者から好評を得ている。
2014年8月20日にリティク・ローシャンとカトリーナ・カイフをフィーチャリングした「Tu Meri」のファーストルックが公開され、翌21日にはミュージックビデオが公開された。同曲の作詞・歌唱はヴィシャール・ダドラニが担当している。9月3日に「Meherbaan」が公開され、同曲の作曲はアンヴィタ・ダット、歌唱はアシュ・キング、シルパー・ラーオ、シェーカル・ラヴジアーニーが担当している。同月16日には「Bang Bang」のファーストルックが公開され、翌17日にミュージックビデオが公開された。同曲の作詞とバックボーカルはヴィシャール・ダドラニ、歌唱はベニー・ダヤルとニーティ・モーハン、振り付けはボスコ＝シーザーが担当している。「Bang Bang」について、リティク・ローシャンは「この曲は、私は彼（マイケル・ジャクソン）に対して抱いているインスピレーションへの頌歌です」、カトリーナ・カイフは「私にとって最大のチャレンジでした。彼の柔軟性には驚かされました。全てにおいてレベルが違っていました。彼のエネルギーについていくには、よほど優秀でなければ無理です。踊っている時の彼には自然なエネルギーが満ちているのです」と語っている。

#### トラックリスト
| #         | タイトル                  | 作詞                         | 作曲・編曲 | 歌手                                                         | 時間  |
| --------- | ------------------------- | ---------------------------- | ---------- | ------------------------------------------------------------ | ----- |
| 1.        | 「Tu Meri」               | ヴィシャール・ダドラニ       |            | ヴィシャール・ダドラニ                                       | 04:17 |
| 2.        | 「Meherbaan」             | アンヴィタ・ダット、クマール |            | アシュ・キング、シルパー・ラーオ、シェーカル・ラヴジアーニー | 05:07 |
| 3.        | 「Uff」                   | アンヴィタ・ダット           |            | ベニー・ダヤル、ハルシュディープ・カウル                     | 04:32 |
| 4.        | 「Bang Bang」             | ヴィシャール・ダドラニ       |            | ベニー・ダヤル、ニーティ・モーハン                           | 05:20 |
| 5.        | 「Meherbaan」(リプライ版) | アンヴィタ・ダット、クマール |            | シェーカル・ラヴジアーニー                                   | 03:01 |
| 合計時間: | 合計時間:                 | 合計時間:                    | 合計時間:  | 22:17                                                        |       |

| #         | タイトル                 | 作詞             | 作曲・編曲 | 歌手                               | 時間  |
| --------- | ------------------------ | ---------------- | ---------- | ---------------------------------- | ----- |
| 1.        | 「Ivvaleyee Gaaluloo」   | チャンドラボース |            | ベニー・ダヤル                     | 04:17 |
| 2.        | 「Priyathama」           | チャンドラボース |            | アシュ・キング、シルパー・ラーオ   | 05:15 |
| 3.        | 「Uff」                  | チャンドラボース |            | ベニー・ダヤル                     | 03:16 |
| 4.        | 「Bang Bang Title Song」 | チャンドラボース |            | ベニー・ダヤル、ニーティ・モーハン | 04:08 |
| 合計時間: | 合計時間:                | 合計時間:        | 合計時間:  | 16:56                              |       |

| #         | タイトル                 | 作詞             | 作曲・編曲 | 歌手                               | 時間  |
| --------- | ------------------------ | ---------------- | ---------- | ---------------------------------- | ----- |
| 1.        | 「En Kaiyil」            | マダン・カールキ |            | ベニー・ダヤル                     | 04:17 |
| 2.        | 「Pavanmaai」            | マダン・カールキ |            | アシュ・キング、シルパー・ラーオ   | 05:15 |
| 3.        | 「Uff」                  | マダン・カールキ |            | ベニー・ダヤル                     | 03:16 |
| 4.        | 「Bang Bang Title Song」 | マダン・カールキ |            | ベニー・ダヤル、ニーティ・モーハン | 04:08 |
| 合計時間: | 合計時間:                | 合計時間:        | 合計時間:  | 16:56                              |       |

## マーケティング
2014年にSNS上で流行したアイス・バケツ・チャレンジ方式のマーケティングが行われ、リティク・ローシャンがアーミル・カーン、シャー・ルク・カーン、サルマーン・カーン、ナルギス・ファクリ、ソーナム・カプール、ランヴィール・シン、ファルハーン・アクタル、プリヤンカー・チョープラー、ディノ・モレア、ウダイ・チョープラー、ダブー・ラトナニを指名して「#bangbangdare」のハッシュタグを付けてゲームに挑戦する動画をTwitterに投稿させる宣伝を実施した。また、リティク自身もベッド・バス・アンド・ビヨンドから指名を受けて「#bangbangdare」のゲームに挑戦している。通常、俳優はリアリティ番組に出演して映画の宣伝をすることが多いが、リティクはテレビでの宣伝には重点を置いていなかった。また、海賊版対策としてインターネット上での視聴・公開を制限する申請書と対象となる90のウェブサイトの一覧表を裁判所に提出しており、裁判所は申請を認めてインターネット上での視聴制限を命令している。

## 評価

### 興行収入
『バンバン!』は公開5週間で18億1000万ルピーの興行収入を記録し、タミル語吹替版・テルグ語吹替版の興行収入は6000万ルピーを記録した。海外市場ではオープニング週末に489万ドルの興行収入を記録し、内訳はアラブ首長国連邦が180万ドル、北米が335万ドル、イギリスが92万2000ドルとなっている。最終的な海外興行収入は1397万ドルを記録しており、内訳は湾岸諸国が446万ドル、北米が262万ドル、イギリスが116万5000ドル、オーストラリアが45万7000ドルとなっている。合計興行収入は35億ルピーとなっている。

### 批評
『バンバン!』はアクションシーンやユーモア、キャストの演技については高く評価されているが、脚本については酷評された。FilmiBeatのナンディニ・スリニヴァサンは3/5の星を与え、「週末の休日に相応しいアクション満載のエンターテインメント作品」と批評している。Rediff.comのパロマ・シャルマは2.5/5の星を与えて「オリジナルの時点で駄作だった作品の無意味な公式リメイク」と批評し、ラジャ・センは2/5の星を与えて「上手く作ろうとして果たせなかった失敗作。A級映画の予算で作られたB級映画」と批評している。IBN Liveのラジーヴ・マサンドは2/5の星を与え、「決して観れないわけではないが、2時間35分という上映時間は忍耐力を試されることは間違いない」と批評した。インディアン・エクスプレスは1.5/5の星を与え、「リティク・ローシャンの存在だけが映画の唯一の美点だった」と酷評している。

### 受賞・ノミネート
| 映画賞                             | 授賞式        | 部門                                                 | 対象                                                    | 結果       | 出典          |
| ---------------------------------- | ------------- | ---------------------------------------------------- | ------------------------------------------------------- | ---------- | ------------- |
| 第21回スター・スクリーン・アワード | 2015年1月14日 | 主演男優賞                                           | リティク・ローシャン                                    | ノミネート | [ 85 ] [ 86 ] |
| 第21回スター・スクリーン・アワード | 2015年1月14日 | 特殊効果賞                                           | プライム・フォーカス                                    | ノミネート | [ 85 ] [ 86 ] |
| 第21回スター・スクリーン・アワード | 2015年1月14日 | 振付賞                                               | - ボスコ＝シーザー - 「Tu Meri」                        | ノミネート | [ 85 ] [ 86 ] |
| 第21回スター・スクリーン・アワード | 2015年1月14日 | アクション賞                                         | パルヴェーズ・シャーイフ                                | ノミネート | [ 85 ] [ 86 ] |
| 第21回スター・スクリーン・アワード | 2015年1月14日 | 大衆選出主演男優賞                                   | リティク・ローシャン                                    | ノミネート | [ 85 ] [ 86 ] |
| 第21回スター・スクリーン・アワード | 2015年1月14日 | 大衆選出主演女優賞                                   | カトリーナ・カイフ                                      | ノミネート | [ 85 ] [ 86 ] |
| 第60回フィルムフェア賞             | 2015年1月31日 | 主演男優賞                                           | リティク・ローシャン                                    | ノミネート | [ 87 ] [ 88 ] |
| 第60回フィルムフェア賞             | 2015年1月31日 | 振付賞                                               | - ボスコ＝シーザー - 「Tu Meri」                        | ノミネート | [ 87 ] [ 88 ] |
| 第60回フィルムフェア賞             | 2015年1月31日 | アクション賞                                         | パルヴェーズ・シャーイフ                                | ノミネート | [ 87 ] [ 88 ] |
| 第5回国際インド音楽アカデミー賞    | 2015年2月24日 | 歌曲賞                                               | 「Tu Meri」                                             | ノミネート | [ 89 ] [ 90 ] |
| 第5回国際インド音楽アカデミー賞    | 2015年2月24日 | アルバム賞                                           | ヴィシャール＝シェーカル                                | ノミネート | [ 89 ] [ 90 ] |
| 第5回国際インド音楽アカデミー賞    | 2015年2月24日 | 音楽監督賞                                           | ヴィシャール＝シェーカル                                | ノミネート | [ 89 ] [ 90 ] |
| 第5回国際インド音楽アカデミー賞    | 2015年2月24日 | 編曲・プログラミング賞                               | - アビジット・ナラニ - ゾーヘブ・カーン - 「Bang Bang」 | ノミネート | [ 89 ] [ 90 ] |
| 第5回国際インド音楽アカデミー賞    | 2015年2月24日 | 新人賞                                               | - ニーティ・モハン - ベニー・ダヤル - 「Bang Bang」     | ノミネート | [ 89 ] [ 90 ] |
| 第7回ミルチ音楽賞                  | 2015年2月26日 | 男性歌手賞                                           | - ヴィシャール・ダドラニ - 「Tu Meri」                  | ノミネート | [ 91 ] [ 92 ] |
| 第7回ミルチ音楽賞                  | 2015年2月26日 | 音楽プロデューサー賞（プログラミング・アレンジ部門） | - アビジット・ナラニ - ゾーヘブ・カーン - 「Bang Bang」 | ノミネート | [ 91 ] [ 92 ] |
| 第16回国際インド映画アカデミー賞   | 2015年6月7日  | 主演男優賞                                           | リティク・ローシャン                                    | ノミネート | [ 93 ] [ 94 ] |
| 第16回国際インド映画アカデミー賞   | 2015年6月7日  | アクション賞                                         | - パルヴェーズ・シャーイフ - アンディ・アームストロング | 受賞       | [ 93 ] [ 94 ] |